# Tristerix corymbosus
Tristerix corymbosus är en tvåhjärtbladig växtart som först beskrevs av Carl von Linné, och fick sitt nu gällande namn av J. Kuijt. Tristerix corymbosus ingår i släktet Tristerix och familjen Loranthaceae. Inga underarter finns listade i Catalogue of Life.